# 帝國海軍部 (德國)
帝國海軍部（德語：Kaiserliche Admiralität）是德意志帝國的一個海軍機關，存在於1872年至1889年間，是德國統一以來第一個正式的海軍最高指揮機構，其前身為普魯士海軍的「海軍局」，對首相和擁有最高指揮權的德國皇帝負責。「帝國海軍部」存在期間歷經數度改組，立為「帝國海軍總司令部」，1889年4月1日又被分割為三個機關——「海軍總司令部」、「國家海軍部」和「海軍辦公廳」。
1899年3月14日，「海軍總司令部」由「海軍參謀本部」取代。

## 歷任海軍部長
| 任次 |                        | 海軍部長                                  | 就职          | 离职          | 任职时间 |
| ---- | ---------------------- | ----------------------------------------- | ------------- | ------------- | -------- |
| 1    | 阿爾布雷希特·馮·施托施 | 上將 阿爾布雷希特·馮·施托施 （1818–1896） | 1872年1月1日  | 1883年3月20日 | 11岁78天 |
| 2    | 列奧·馮·卡普里維       | 中將 列奧·馮·卡普里維 （1831–1899）       | 1883年3月20日 | 1888年7月5日  | 5岁107天 |
| 3    | 亞歷山大·馮·蒙茨       | 中將 亞歷山大·馮·蒙茨 （1832–1889）       | 1888年7月5日  | 1889年1月19日 | 198天    |